# 四人囃子
四人囃子（よにんばやし）は、1971年に結成された、日本のロックバンド。何度かの散発的な再結成を経て、21世紀に入り再び活動を活発化させている。

## 概要
日本を代表するプログレッシヴ・ロック・バンド。

### 音楽的特徴
幾度かのメンバー交代の影響もあり、必ずしも一定ではない。初期の特徴としては、当時最先端のプログレッシブ・ロックやハードロック、サイケデリック・ロックの影響を多大に受けた多様なサウンド、作詞家の末松康生のノスタルジックで非現実的な詞世界、時には10分以上にも及ぶ大作主義が挙げられる（「一触即発」、「おまつり」、「泳ぐなネッシー」等）。
森園勝敏に代わり佐藤ミツルが加入してからの『PRINTED JELLY』『包』は、佐藤のソフィスティケートされたヴォーカルと共に歌謡曲の要素が加わった比較的ポップな路線となり、また『NEO-N』や『DANCE』は佐久間正英のテクノ・エレクトロニカ志向が色濃く反映されている。初期と後期では殆ど別のバンドといってもよいほどそのサウンドは変化している。

## メンバー

### 現在のメンバー
- 岡井大二（リーダー、ドラムス）
- 森園勝敏（ヴォーカル、ギター）

### 元メンバー
- 中村真一（ベース）
- 佐藤ミツル（ヴォーカル、ギター）
- 茂木由多加（キーボード）
- 佐久間正英（ギター、ベース）
- 坂下秀実（キーボード）

## 来歴

### 結成 - 1971年
1969年、森園勝敏と岡井大二が高等学校在学時に出会い、彼らと中村真一を加えた「ザ・サンニン」として活動を開始。その後、坂下秀実が加入し「四人囃子」としての活動を始める。最初のポニーキャニオンからの再発シリーズのライナーによれば、当時の風聞では「18歳の若さでピンク・フロイドの大曲"Echoes"を完璧に演奏できるバンド」として、名の知れた存在だったという。
1973年に邦画のサウンド・トラック『ある青春/二十歳の原点』を発売しプレ・デビュー。このアルバムに収録の「夜」という曲はTHE ALFEE・高見沢俊彦作詞デビュー曲（クレジットはALFEE前身バンド・コンフィデンス名義）
1974年に東宝レコードから『一触即発』を発売して本格的にメジャー・デビューを果たす。ファーストアルバムの発売後、キーボードの茂木由多加が参加。
1975年、脱退したベースの中村に代わって、のちに名プロデューサーとして名を馳せることになる佐久間正英が後任のベーシストとして加入。5人体制でシングル『空飛ぶ円盤に弟が乗ったよ』（1975年）を発売。
茂木の脱退後、セカンド・アルバムの『ゴールデン・ピクニックス』（1976年）を発売する。しかし、アルバム発売後にフロントマンだった森園が脱退してしまい、バンド存続の危機に見舞われる。

### 佐藤ミツル在籍時
1977年に佐藤ミツルが新ヴォーカル&ギターとして加入しバンド活動の続行を決定、サウンドも大きく変化する。途中からバンドに加わった佐久間が楽曲の多くを手がけるようになり、その過程でバンドは次第にポップ/ニュー・ウェイヴ色を強めていき、その影響下にある『PRINTED JELLY』（1977年）、『包 (bao)』（1978年）といったアルバムを発表した。脱退した坂下に代わって再び茂木をキーボードに迎え、アルバム『NEO-N』（1979年）を発売するものの、その後バンドは長らく活動休止する。

### 『DANCE』&『FULL-HOUSE MATINEE』 - 90年代
1989年、佐久間、岡井、坂下の3人で活動を再開し、アルバム『DANCE』を発売する。さらにはMZA有明にて森園と佐藤も含めた5人での再結成ライブを行った。その模様は『LIVE FULL-HOUSE MATINEE』として、CDおよび映像作品としてリリースされた。
その後バンドは再び活動休止。1990年代を通しての活動は、イベントでの散発的な再結成ライブに留まった。この間、佐久間や岡井がプロデューサーとしての活動で成功を収めている。
1996年、ファンサイトを発展させる形で、四人囃子のオフィシャル・ウェブサイトを設立。

### 2001年 -
21世紀初頭からは、初期のラインナップ（岡井・森園・佐久間・坂下）での活動が活発化。主に、ライブ公演や音源のリリースを行う。
2001年、ワンステップフェスティバル2001に出演。年末には全曲未発表音源 (未発表曲/未発表ヴァージョン)による5枚組ボックスセット『四人囃子 BOX SET-From The Vaults-』を発売。
2002年からはテレビ朝日の主催する「ROCK LEGENDS」ライブ・シリーズに数多く出演。
その内、スモーキー・メディスソとのダブルヘッドライナーツアーの模様はテレビでも放送され、音源は『四人囃子 2002 LIVE』としてリリースされた。頭脳警察との競演時には中村もゲスト・ベーシストとして参加している。
また、フジロックフェスティバル'02への出演や、入手困難であったアルバム全10タイトルの再発売などにより新しい世代の音楽フリークへその名が浸透する契機となっている。
2003年、茂木由多加が死去。
その後、数年のブランクを挟み、2008年に同ラインナップにて再始動。前述の「ROCK LEGENDS」シリーズ出演の他、四人囃子主催による「色彩探索」と銘打ったサプライズ・ジョイントライブ・シリーズを立ち上げた。その第1弾として、フジファブリックとのダブルヘッドライナー公演を敢行。互いの曲に参加しステージでセッションした。
2011年、中村真一が死去。
2014年、佐久間正英が死去。
2022年、坂下秀実が死去。
2023年6月22日、『In Memory of 坂下秀実』@GEMINI Theater(二子玉川)を行う。参加ミュージシャンは森園勝敏(vo,g)／岡井大二(ds)／中村哲(Keyb)／フジタヨシコ(b,cho)／前田(g)。

#### 「ROCK LEGENDS」
- vs スモーキー・メディスン（2002年4 - 5月）
- vs 頭脳警察（2002年10月）
- vs Procol Harum（2003年10 - 11月）
- vs クリエイション（2008年4月）
- Progresive Rock Fes - vs Steve Hackett & Renaissance（2010年8月）

#### 「色彩探索」
- vs フジファブリック（2008年7月）
- vs SOIL&"PIMP"SESSIONS（2009年1月）

## ディスコグラフィ
※複数アーティストによるコンピレーションを除く

### シングル
- 「空飛ぶ円盤に弟が乗ったよ / ブエンディア」（1975年）

オリジナル・アルバム未収録曲であったが、CD化にあたり『一触即発』へ追加収録
- 「レディ・ヴァイオレッタ / カーニバルがやってくるぞ」（1976年）

「レディ・ヴァイオレッタ」はLPと異なりフルートソロが無い別テイク。演奏時間も5分以内。
- 「拳法混乱（カンフージョン） / ほろ酔いの伊達男」（1979年）

ジャッキー・チェン主演「ドランクモンキー 酔拳」日本公開版のみの主題歌 サウンドトラック

### スタジオ・アルバム（純作品）
- 『一触即発』（1974年）
- 『ゴールデン・ピクニックス』（1976年）
- 『PRINTED JELLY』（1977年）
- 『包（bāo）』（1978年）
- 『NEO-N』（1979年）
- 『DANCE』（1989年）

### ライブ・アルバム
- 『'73 四人囃子』（1978年）
- 『LIVE FULL-HOUSE MATINEE』（1989年）
- 『2002 LIVE』（2002年）
- 『1974 ONE STEP FESTIVAL』（2019年）

### ボックス・セット
- 『From The Vaults』（2001年 未発表音源集）
- 『From The Vaults 2』（2008年 未発表音源集）

### その他のアルバム
- 『ある青春/二十歳の原点』（1973年  プレデビュー・サウンドトラック）
- 『TRIPLE MIRROR OF YONINBAYASHI』（1976年）

『ある青春/二十歳の原点』と『一触即発』、シングル「空飛ぶ円盤に弟が乗ったよ / ブエンディア」の収録曲をまとめた2枚組。
- 『HISTORY』（1989年 ベストアルバム）
- 『四人囃子アーリー・デイズ（二十歳の原点＋未発表ライブ）』

サントラ『ある青春/二十歳の原点』から朗読を除いて楽曲部分のみまとめたものに、「煙草」「ライト・ハウス」のライブ演奏などボーナストラックを追加したもの。
- 『四人囃子ゴールデン☆ベスト』（2011年 ベストアルバム）
- 『四人囃子アンソロジー〜錯〜』（2017年）

## エピソード

### 海外バンドとの共演
1975年、Deep Purple日本武道館公演のオープニングアクトを務めた。1978年Rainbow来日の際もオープニング・アクトに起用されたが、これはDeep Purple来日時同行していたことのあるRainbowのスタッフからの「あのバンドはまだやっているのか?」という逆オファーからの実現であった。
その他、1970年代にJeff Beck、New York Dolls、Frank Zappaなどと同じステージに立った。2003年には再結成したProcol Harumとの対バンイベントが実現した。

### 『ある青春/二十歳の原点』
「最初に邦画用サウンドトラック1枚を制作することを条件に、四人囃子の1stアルバムはバンドの自由に創らせる」という東宝レコード（・東宝芸音株式会社）との契約により制作されたアルバム。「煙草（夜Part2）」を除いて収録曲がライブなどで演奏されたことがほとんどない。そのため、四人囃子名義の最初のメジャー作ではあるが“プレ・デビュー”として扱われる（収録曲のうち「夜」は、アマチュア時代の高見沢俊彦が作詞。クレジットは後にALFEEとなる「コンフィデンス」。坂崎幸之助も共に制作に関わっていた）。

### 「なすのちゃわんやき」
『ゴールデン・ピクニックス』収録のインストゥルメンタル曲。スタジオ版では“絶対音感の持ち主を不快にさせる”ことをコンセプトに、“途中アレンジ上の転調をすることなく、最初と最後で曲のキーが変わる”という仕掛けが施された。なお、佐久間がリコーダーを演奏している。

### 『'73四人囃子』
1973年8月21日、六本木・俳優座でのステージを記録。元々は東宝レコードの編成会議の資料用として録音されたものであったが、メンバーの了解を得ずに1978年に突如発売された。

### 『From The Vaults』および『From The Vaults 2』
企画にあたり、オフィシャルサイトを通じ全国のファンへ＂私的録音”（要は海賊録音）の提供を呼びかけた。そうして集められた音源から数多くのトラックが収録されている。前述の『'73四人囃子』に収録されていた4曲も、「泳ぐなネッシー」を追加し、MCをも含めた形で『From The Vaults 2』に収録されている。

### Rock Legends
スモーキー・メディスンならぬ、スモーキー・メディスソ（佐藤準が都合で参加できず、完全な再結成ではなかったため）と対バン時、スモーキーが1曲目に選んだのは「空と雲」。四人囃子のお株を奪う演奏に客は沸き、四人囃子のメンバーは苦笑をしていた。頭脳警察との対バン時にはラストに両バンドがジョイントして「頭脳囃子」と称し、1973年日比谷野音聖ロック祭の再現となった。

### 色彩探索にて
フジファブリックとのジョイントではラストに両バンド全員で「カーニバルがやってくるぞ」を演奏、フジファブリックの志村は“9人囃子”を称した。またSOIL&"PIMP"SESSIONSとのセッション時には社長により“10人囃子”が宣言された。

### 「拳法混乱（カンフージョン）/ ほろ酔いの伊達男」
日本興行を目的にジャッキー・チェン主演のコメディカンフー映画『ドランクモンキー 酔拳』に挿入された。